# Jun Ushiroku
Jun Ushiroku (後宮 淳, Ushiroku Jun) (28 septembre 1884 - 24 novembre 1973) est un général de l'armée impériale japonaise. Après la Seconde Guerre mondiale, il reste prisonnier en Union soviétique pendant plus d'une décennie avant de rentrer au Japon en 1956.

## Biographie
Né dans la préfecture de Kyoto, Ushiroku sort diplômé de la 17e promotion de l'académie de l'armée impériale japonaise en 1905. Il sert au combat très brièvement à la fin de la guerre russo-japonaise. Il sort diplômé de la 29e promotion de l'école militaire impériale du Japon en 1917. Il est avec les forces japonaises pendant l'intervention en Sibérie contre les troupes bolchéviques.
Ushiroku est posté dans l'armée japonaise du Guandong en Mandchourie en décembre 1925 et est assigné à la protection des chemins de fer de Mandchourie du Sud. Promu colonel en 1929, il devient commandant du 48e régiment d'infanterie. En août 1931, il est réassigné comme chef d'État-major de la 4e division.
De 1932 à 1938, Ushiroku sert à divers postes d'État-major au quartier-général de l'armée du Guandong au Mandchoukouo. Il est promu major-général en mars 1934 et lieutenant-général en août 1937. En octobre de la même année, il devient commandant-en-chef de la 26e division et participe à la seconde guerre sino-japonaise.
Ushiroku est commandant-en-chef de la 4e armée de 1939 à 1940 puis de l'armée régionale japonaise de Chine du Sud de 1940 à 1941 et enfin de l'armée expéditionnaire de Chine de 1941 à 1942. Il est commandant-en-chef de l'armée du district central d'août 1942 à février 1944.
En 1944, il devient vice-chef de l'État-major de l'armée impériale japonaise pendant quelques mois. Il est en même temps membre du conseil de guerre suprême, inspecteur général de l'aviation et chef du service aérien de l'Armée impériale japonaise au ministère de la Guerre. Dans ces rôles, il appuie fortement l'utilisation d'attaques suicides kamikaze par l'infanterie pour endommager ou détruire les blindés américains en raison de l'incapacité du Japon à produire en masse des armes antichar à ce moment de la guerre.
Vers la fin de la guerre, Ushiroku retourne au Mandchoukouo pour commander la 3e armée régionale face à l'invasion soviétique de la Mandchourie. Il refuse l'ordre de se replier et lance une contre-attaque le long de la voie ferrée Mukden-Port-Arthur qu'utilisent beaucoup de civils japonais pour fuir. Le 13 août 1945, ses formations sont anéanties et une mutinerie de l'armée impériale du Mandchoukouo éclate à Shinkyō et met fin à sa tentative de regrouper ses troupes. Il se rend à l'armée soviétique le 21 août 1945. Il passe ensuite plus d'une décennie comme prisonnier de guerre en Union soviétique et ne retourne au Japon que le 26 décembre 1956.
Ushiroku sert comme président de l'association des vétérans du Japon jusqu'à sa mort en 1973. Sa tombe se trouve au cimetière de Tama à Tokyo.